# AOC Sainte-Croix-du-Mont
Sainte-Croix-du-Mont es una denominación de origen de la región vinícola de Burdeos. Se trata de blancos provenientes de la comuna francesa de Sainte-Croix-du-Mont con exclusión de las parcelas del territorio llamadas "palus".
Las variedades autorizadas son: semillón, sauvignon y muscadelle. Los vinos deben provenir de mostos que contengan un mínimo y antes de todo enriquecimiento o concentración de 221 gramos de azúcar natural por litro y presenten, después de la fermentación, un grado alcohólico mínimo de 13º de alcohol total con un mínimo de 12,5º de alcohol adquirido. 
La producción no puede exceder de 40 hectolitros por hectárea de viña en producción. La producción media anual de esta denominación es de 15.000 hectolitros, y la superficie declarada la de 400 hectáreas. 
El reconocimiento del Sainte-Croix-du-Mont como appellation d'origine contrôlée (AOC) data de 1936. A partir de 1973, es una denominación de origen protegida (PDO) ante la Unión Europea.